# Новая Ивановка (Аткарский район)
Новая Ивановка — деревня в Аткарском районе Саратовской области России. Входит в состав Барановского муниципального образования.

## География
Деревня находится на северо-востоке центральной части района, в пределах Приволжской возвышенности, в степной зоне, на расстоянии примерно 16 километров (по прямой) к северо-востоку от города Аткарск. Абсолютная высота — 214 метров над уровнем моря.
Климат
Климат характеризуется как умеренно континентальный с холодной малоснежной зимой и жарким сухим летом. Средняя многолетняя температура самого холодного месяца (января) составляет −12,1 — −12,6°С, температура самого тёплого (июля) 20,8 — 21,4°С. Среднегодовое количество атмосферных осадков — 375—450 мм. Снежный покров держится в среднем 130—135 дней в году.
Часовой пояс
Деревня Новая Ивановка, как и вся Саратовская область, находится в часовой зоне МСК+1. Смещение применяемого времени относительно UTC составляет +4:00.

## История
Деревня была основана в 1810 году. До 2018 года входила ныне упразднённого Песчанского муниципального образования.

## Население
| 2002 | 2010 |
| ---- | ---- |
| 105  | ↘79  |

Гендерный состав
По данным Всероссийской переписи населения 2010 года в гендерной структуре населения мужчины составляли 51,9 %, женщины — соответственно 48,1 %.
Национальный состав
Согласно результатам переписи 2002 года, в национальной структуре населения русские составляли 70 % из 105 чел.

## Инфраструктура
Действует сельский клуб.

## Улицы
Уличная сеть деревня состоит из одной улицы (ул. Степная).